# 圣玛丽亚-阿维科
圣玛丽亚-阿维科（義大利語：Santa Maria a Vico）是意大利卡塞塔省的一个市镇。总面积10.8平方公里，人口14138人，人口密度1309.1人/平方公里（2009年）。ISTAT代码为061082。

## 友好城市
- 法國 加亚克